# Topmeristeem

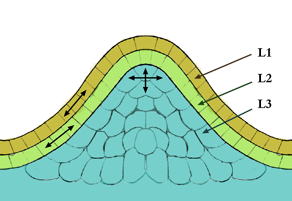
Tunica-Corpus-model van het topmeristeem (groeipunt). De epidermale (L1) en subepidermale (L2) cellagen vormen de buitenste cellagen, genoemd de tunica. De binnencellaag L3 wordt het corpus genoemd. Cellen in de L1 en L2 lagen delen zijwaarts (periclinaal), waardoor de lagen apart blijven, terwijl de L3 cellaag op een meer willekeurige wijze deelt.

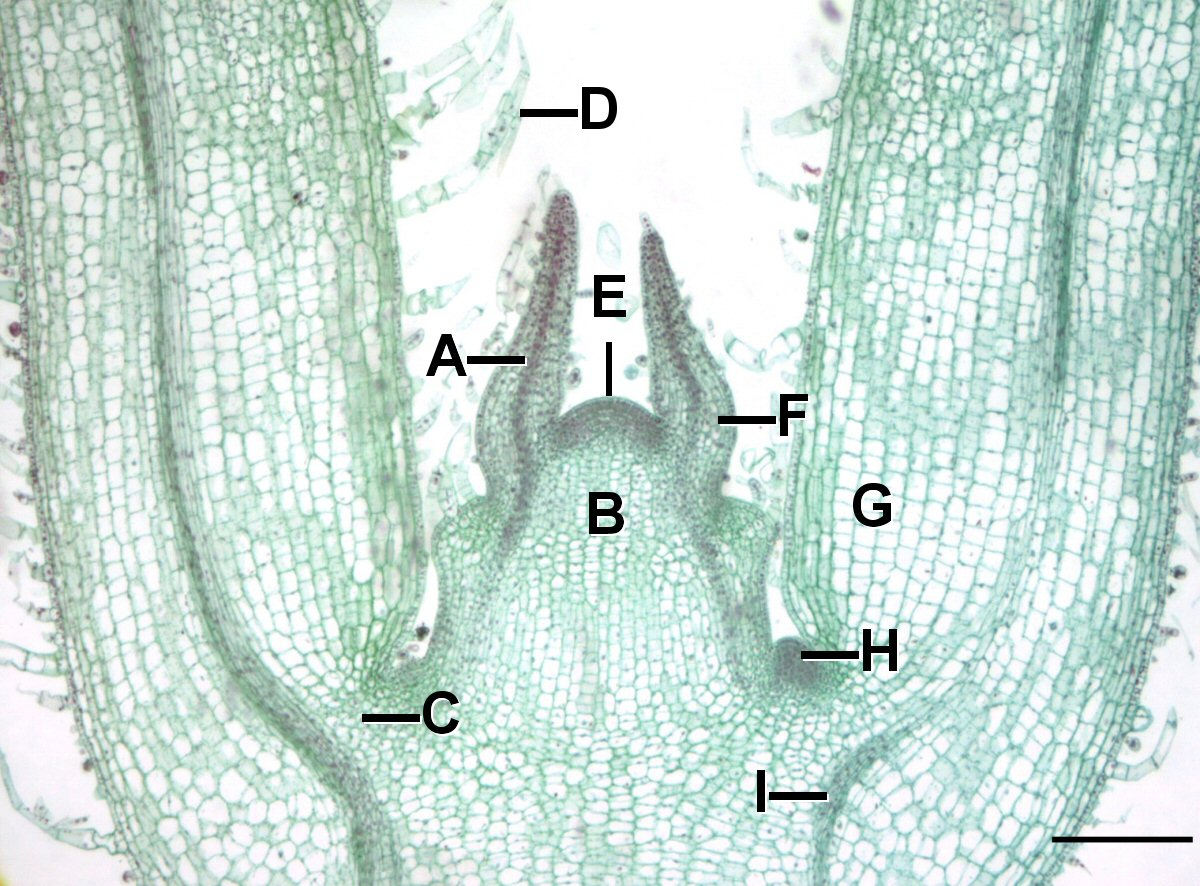
Stengeltop van Coleus. A=Procambium, B=Grondmeristeem, C=Bladspleet (opening die een bladlitteken omringt), D=Trichoom, E=Topmeristeem, F=Ontwikkelende bladprimordia, G=Bladprimordium, H=Okselknop, I=Ontwikkelend vaatweefsel. Schaal=0,2 mm.

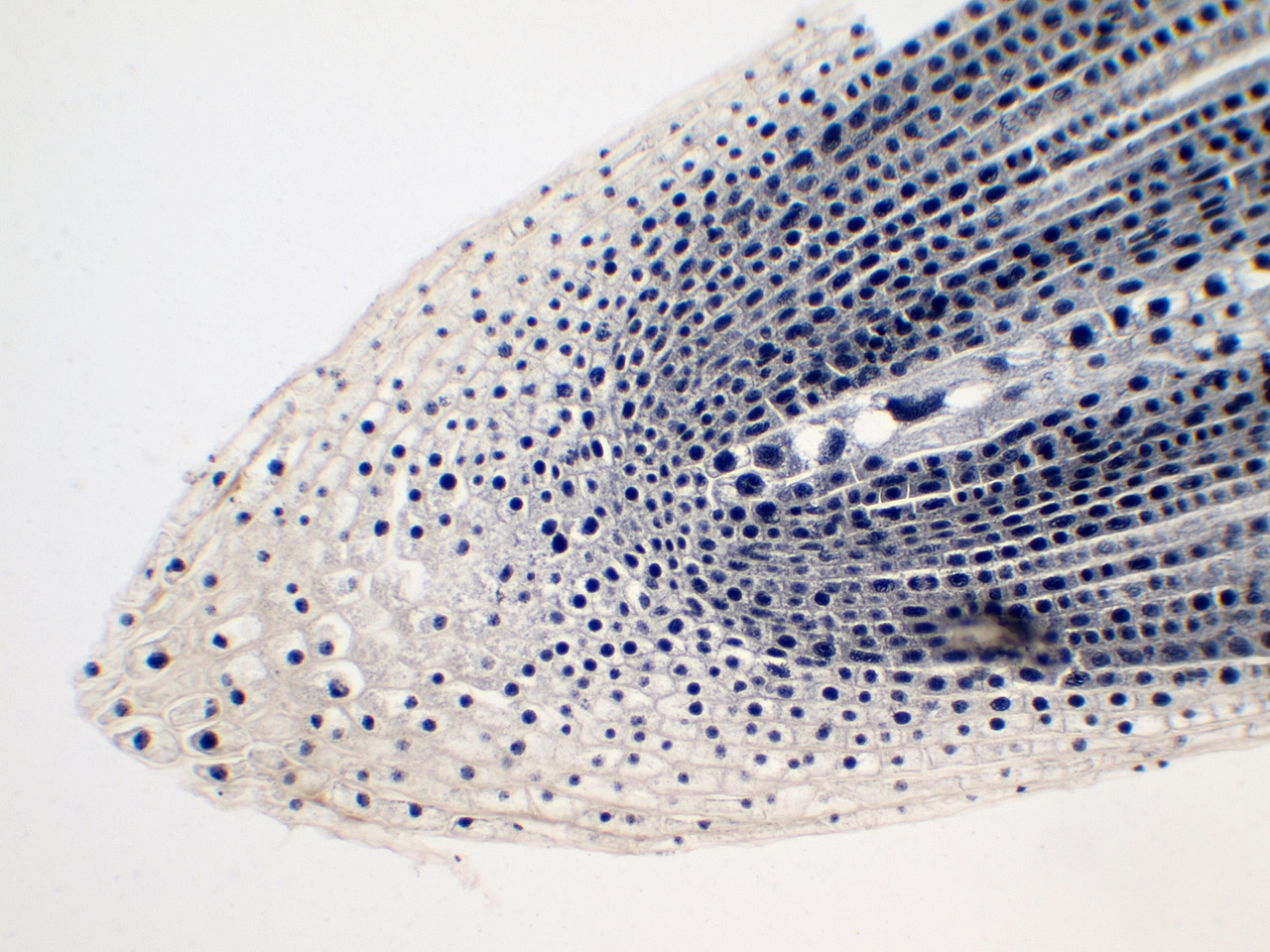
Worteltop van ui

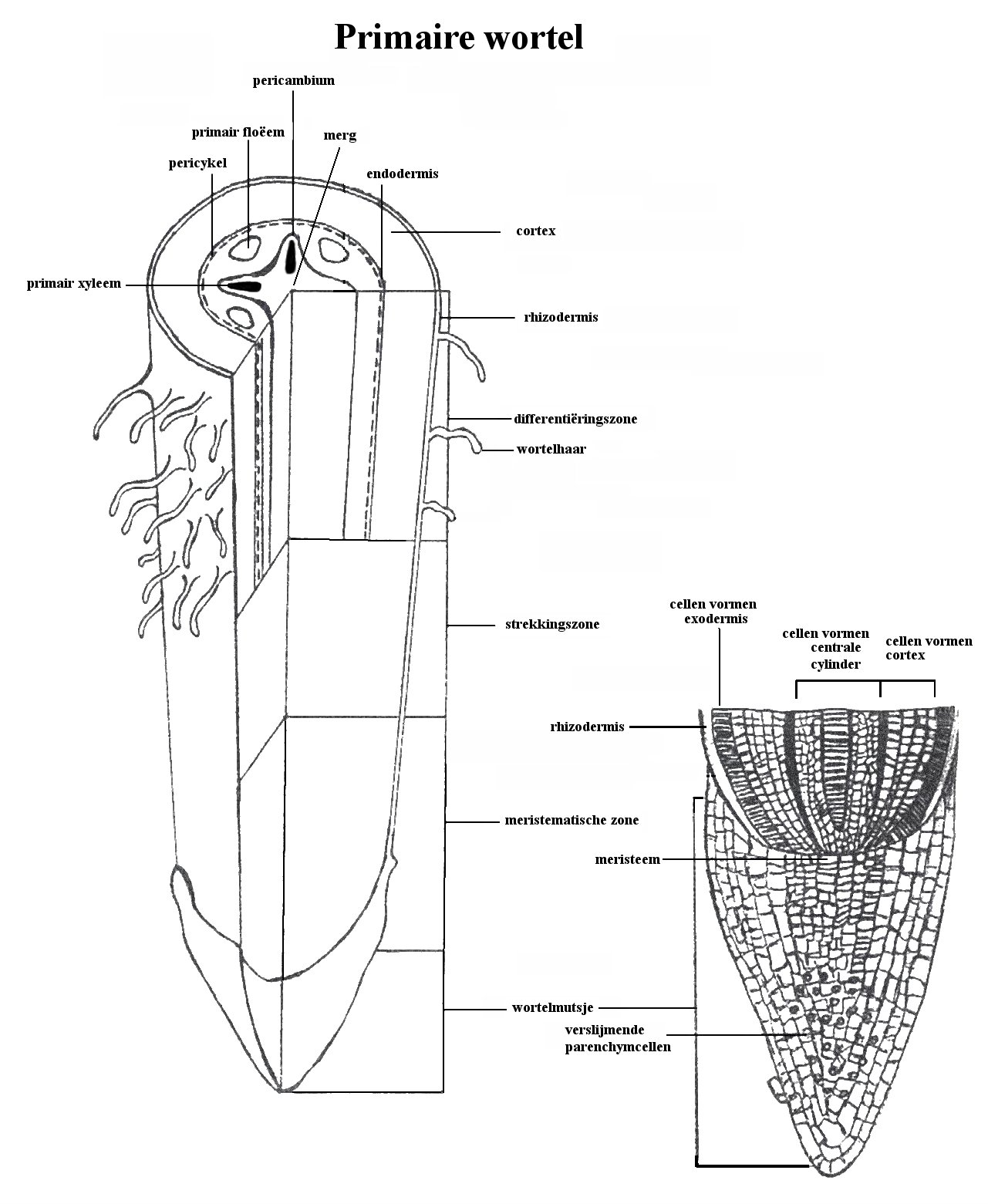
Schematische lengtedoorsnede van een primaire wortel.

Het topmeristeem of apicaalmeristeem is een primair meristeem dat bij planten voorkomt aan de top van de stengel en die van de wortel, waardoor lengtegroei mogelijk wordt. Al in het zaad zijn in het kiempje de topmeristemen aanwezig. Sommige arctische planten hebben een apicaal meristeem in de onderste/middelste delen van de plant. Er wordt gedacht dat dit soort meristeem is ontstaan omdat het gunstig is in arctische omstandigheden. Het topmeristeem van de stengel is theoretisch in staat zijn delingsactiviteit vrijwel voor onbepaalde tijd voort te zetten. Afhankelijk van talrijke factoren zoals externe invloeden, positie op de plant of leeftijd van de plant, loopt het topmeristeem verschillende ontwikkelingsstadia door en transformeren uiteindelijk in een bloemmeristeem, dat zijn activiteit stopt met de productie van een bloem of een bloem in een bloeiwijze.
Het topmeristeem is bij de meeste hogere planten kegelvormig. Bij rozetplanten komen ook afgeplatte of bolle vormen voor. Bij de palmen zijn de topmeristemen schotelvormig. De mossen hebben geen meristemen.
Het topmeristeem bestaat uit ongedifferentieerde cellen, die een relatief dunne celwand hebben en weinig vacuolen. Het legt het primair xyleem en floëem aan.
Het topmeristeem van de stengel wordt omhuld door bladprimordiën en dat van de wortel beschermd door een wortelmutsje.
Het topmeristeem bestaat uit drie soorten primaire meristemen, die twee typen secundaire of laterale meristemen vormen: protoderm, grondmeristeem en procambium. Het protoderm is het meristeem waaruit de epidermis ontstaat. Het grondmeristeem is het meristeem waaruit het grondweefsel, merg en schors, ontstaat. Het procambium is het meristeem waaruit cellen ontstaan die zich sterk strekken en tot primaire vaatbundelcellen ontwikkelen: primair xyleem en primair floëem.

## Bedektzadigen
Bij de bedektzadigen zijn er twee duidelijke zones: tunica en corpus.
De naar buiten gelegen tunica met anticlinale deling, een centrale apicale zone met initialen en vacuolen en een laterale zone met cellen met een hoge delingsfrequentie.
Het naar binnen gelegen corpus met centrale moedercellen met een centraal (rib)meristeem en een perifeer (flank)meristeem.

## Naaktzadigen
Bij de naaktzadigen is er een initialenlaag met pericliene deling (delingsvlak parallel aan het oppervlak), dat de moedercellen vormt. De middelste cellaag heeft een langzame deling. Hieruit ontstaat het merg. De randstandige cellaag is veel actiever. Hieruit worden de epidermis, schors en de vaatbundels gevormd.

## Generatief meristeem

ABC-model van bloemontwikkeling

Bij het generatief worden transformeert het topmeristeem van de scheut tot een bloeiwijze-meristeem. Het bloeiwijze-meristeem vormt vervolgens het bloemmeristeem, dat de kelkbladen, kroonbladen, meeldraden en stamper van de bloem vormt. Het generatief worden hangt onder meer af van de daglengte (korte- en langedagplanten) of de hoeveelheid kou (vernalisatie).
In tegenstelling tot vegetatieve topmeristemen en sommige bloeimeristemen, kunnen bloemmeristemen niet oneindig blijven groeien. Hun groei beperkt zich tot de bloem met een bepaalde maat en vorm. De overgang van scheutmeristeem naar bloemmeristeem vereist identiteitsgenen voor bloemmeristeem, die zowel de bloemorganen specificeren als de beëindiging van de productie van meristeemcellen veroorzaken. AGAMOUS (AG) is een bloem homeotische gen dat nodig is voor de beëindiging van het bloemmeristeem en noodzakelijk voor een goede ontwikkeling van de meeldraden en vruchtbladen. AG is nodig om de omzetting van bloemmeristemen in bloeiwijzemeristemen te voorkomen. Het bloemenidentiteitseiwit LEAFY (LFY), een transcriptiefactor, die door de hele bloem tot expressie wordt gebracht werkt samen met het homeodomeineiwit WUSCHEL (WUS) om AG in het midden van de bloem te activeren of de binnenste twee kransen. Op deze manier wordt bloemenidentiteit en regiospecificiteit bereikt. WUS activeert AG door te binden aan een consensussequentie in het tweede intron van AG en LFY bindt aan aangrenzende herkenningsplaatsen. Zodra AG is geactiveerd, onderdrukt het de expressie van WUS, wat leidt tot de beëindiging van het meristeem.
| Celproliferatieregulator (SCI1) bij de bloemontwikkeling van Nicotiana tabacum | |
| SCI1-expressie tijdens de vroege bloemontwikkeling. - (A) In-situhybridisatie van de top van de bloeiwijze met SCI1-antisense-probe. Er worden vier bloemknoppen (FM) waargenomen. Schaalbalk: 500 μm. - (B) Rasterelektronenmicroscopie (SEM) die de asynchrone opkomst van de kelkbladen (S1 – S5) toont in een bloemmeristeem en kelkblad S1 met trichomen (stadium –9). Schaalbalk: 100 μm. - (C) Helderveldmicroscopie die een langsdoorsnede toont van een zeer jonge bloemknop in stadium –9. Schaalbalk: 100 μm. - (D) Een weergave met hogere vergroting van de bloemknop in C, waarin de drie meristeemcellagen (L1, L2 en L3) te zien zijn. Schaalbalk: 50 μm. - (E) Een hogere vergrotingsweergave van het bloemmeristeem weergegeven in (D), waarin celdelingen zichtbaar zijn (pijlen). Schaalbalk: 25 μm. - (F – I) In-situhybridisatie met SCI1 antisense-sonde van zeer jonge bloemknoppen, zelfs vóór stadium –7, het jongste ontwikkelingsstadium gedefinieerd door Koltunow et al. (1990). (F) Bloemmeristeem met opkomende kelkbladen (stadium –10). Dit is een hogere vergroting van FM3 uit (A). Schaalbalk: 100 μm. - (G) Bloemmeristeem met kelkbladprimordia (stadium –9). Dit is een hogere vergroting van FM2 uit (A). Schaalbalk: 100 μm. - (H) Een hogere vergrotingsweergave van het gemarkeerde gebied in (G). De meristeemcellagen (L1, L2 en L3) zijn identificeerbaar. Schaalbalk: 50 μm. - (I) Bloemmeristeem met opkomende bloembladen en helmknoppen, in stadium –8. Dit is een hogere vergroting van FM1 uit (A). Schaalbalk: 100 μm. Bloemmeristeem (FM), kelkbladen (S). Vergelijk de afbeelding getoond in (F) met de afbeeldingen (G – I) en observeer de verminderde SCI1-expressie in het organiserend centrum (OC) [omcirkeld in (I)]. | SCI1-expressie tijdens latere stadia van bloemontwikkeling. - (A) SEM van een bloemknop waarin bloembladen (P) en helmknoppen (A) verschijnen (gevorderd stadium –8). Schaalbalk: 100 μm. - (B) Helderveldmicroscopie die een lengtedoorsnede van een bloemknop toont in een ontwikkelingsstadium dat gelijkwaardig is aan dat getoond in (A). Schaalbalk: 100 μm. - (C) In-situhybridisatie van een bloemknop (gevorderd stadium –8) met SCI1 antisense-sonde. Schaalbalk: 100 μm. - (D) SEM van een bloemknop in stadium –7 (zoals gedefinieerd door Koltunow et al., 1990), waarin vruchtbladen verschijnen. Schaalbalk: 200 μm. - (E) Een grotere vergroting van de bloemknop weergegeven in (D), waarin de fusielijnen zichtbaar zijn (pijlen). Schaalbalk: 50 μm. - (F) In-situhybridisatie van een bloemknop in stadium –7/–6, met SCI1 antisense-sonde. Pijlen wijzen naar vruchtbeginsellocules. Schaalbalk: 50 μm. - (G,H) SEM van bloemknoppen in stadium –6; vruchtbladen zijn aan de basis versmolten en aan de bovenkant nog niet versmolten. Schaalbalken: 50 μm (G) en 75 μm (H). - (I) In-situhybridisatie van een bloemknop in een laat stadium –6, met SCI1 antisense-sonde. Schaalbalk: 100 μm. - (J,K) SEM van bloemknoppen in stadium –5; vruchtbladen zijn bovenaan al versmolten; het fusiegebied is een plaats van intense celproliferatie. Schaalbalken: 150 μm (J) en 100 μm (K). - (L) In-situhybridisatie met SCI1-antisense-sonde van een bloemknop in een laat stadium –5; stijl begint zich te vormen (pijl). Schaalbalk: 150 μm. Bloemmeristeem (FM), kelkbladen (S), bloembladen (P), helmknop (A), vruchtbladen (C), vruchtbladgroeibeginsels (CP), vruchtbeginsel (O), jong vruchtbeginsel(YO) |

## Apicale dominantie

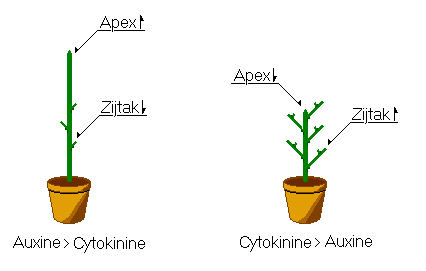
Effect van auxine/cytokinine balans op apicale dominantie

Apicale dominantie is waar één meristeem de groei van andere meristemen verhindert of remt, waardoor de top van de plant sterker uitgroeit dan de zijscheuten van de plant. Hierdoor krijgt de plant één hoofdstengel. Bij bomen draagt de hoofdtak bijvoorbeeld het dominante topmeristeem. Daarom groeit de hoofdtak van de boom snel en wordt deze niet overschaduwd door zijtakken. Als het dominante topmeristeem van de hoofdtak wordt verwijderd, zullen een of meer zijtaktoppen de dominantie overnemen. De zijtak zal sneller gaan groeien en de nieuwe groei zal verticaal zijn. In de loop der jaren kan de zijtak steeds meer op een verlengstuk van de hoofdtak gaan lijken. Vaak vertonen meerdere takken dit gedrag na het verwijderen van het topmeristeem, wat leidt tot een bossige groei. Door in de fruitteelt de zijtakken uit te buigen wordt de lengtegroei van deze takken geremd.
Het mechanisme van apicale dominantie is gebaseerd op de auxine/cytokinine-balans, plantengroeiregulatoren. Deze worden geproduceerd in het topmeristeem en getransporteerd richting het cambium in de wortels. Als de apicale dominantie volledig is, voorkomen ze dat er zijtakken ontstaan zolang het topmeristeem actief is. Als de dominantie onvolledig is, zullen er ook zijtakken gevormd worden.
Onderzoek naar apicale dominantie en de beheersing van de vertakkingen heeft een nieuwe familie van plantenhormonen aan het licht gebracht, genaamd strigolactonen. Het was eerder bekend dat deze verbindingen betrokken zijn bij het ontkiemen van zaden en de communicatie met mycorrhiza-schimmels en er is nu ook aangetoond dat ze betrokken zijn bij het remmen van de vertakking.

## Verschillen in meristeembouw
Het topmeristeem van de stengel bevat een populatie van meristeemcellen, die ook de laterale meristemen produceren bij het langer worden van de stengel. Het blijkt dat het mechanisme voor de regulering van het aantal meristeemcellen evolutionair geconserveerd is. Het CLAVATA-gen CLV2 dat verantwoordelijk is voor het in stand houden van de meristeemcelpopulatie in Arabidopsis thaliana is zeer nauw verwant aan het maïs-gen FASCIATED EAR 2( FEA2) dat ook betrokken is bij dezelfde functie. Op dezelfde manier lijkt het FON1-FON2-systeem in rijst een nauwe relatie te hebben met het CLV-signaleringssysteem in Arabidopsis thaliana. Rijst bevat ook een ander genetisch systeem dat verschilt van FON1-FON2 en dat ook betrokken is bij het reguleren van het aantal meristeemcellen.

## Rol van de genen van de KNOX-familie
Genetische screenings hebben functiegenen geïdentificeerd die tot de KNOX-familie (KNOX: knotted-like homeobox) behoren. Deze genen houden de meristeemcellen in wezen in een ongedifferentieerde staat. De KNOX-familie heeft behoorlijk wat evolutionaire diversificatie ondergaan, terwijl het algehele mechanisme min of meer vergelijkbaar is gebleven. Leden van de KNOX-familie zijn aangetroffen in uiteenlopende plantensoorten, zoals Arabidopsis thaliana, rijst, gerst en tomaat. KNOX-achtige genen zijn ook aanwezig in sommige algen, mossen, varens en naaktzadigen. Afwijkende expressie van deze genen leidt tot de vorming van interessante morfologische kenmerken. Onder de leden van Antirrhineae ontbreekt bijvoorbeeld alleen bij de soort van het geslacht Antirrhinum een bloemspoor. Een spoor wordt als een evolutionaire innovatie beschouwd omdat het de specificiteit en aantrekkingskracht van bestuivers definieert. Onderzoekers voerden transposonmutagenese uit in Antirrhinum majus en zagen dat sommige inserties leidden tot de vorming van sporen die sterk leken op die bij andere soorten van Antirrhineae, wat aangeeft dat het verlies van sporen in wilde Antirrhinum majus-populaties waarschijnlijk een evolutionaire innovatie zou kunnen zijn.
De KNOX-familie is ook betrokken bij de evolutie van de bladvorm. In één onderzoek werd gekeken naar het patroon van KNOX-genexpressie in A. thaliana, die ongedeelde bladeren heeft, en Cardamine hirsuta, een plant met geveerde bladeren. Bij A. thaliana zijn de KNOX-genen volledig uitgeschakeld in de bladeren, maar bij C. hirsuta ging de expressie door, waardoor geveerde bladeren ontstonden. Er is ook voorgesteld dat het mechanisme van de KNOX-genactie in alle vaatplanten behouden blijft, omdat er een nauwe correlatie bestaat tussen KNOX-expressie en een complexe bladmorfologie.

## Toepassingen
Om economische redenen zijn bloemmeristemen gemanipuleerd. Een voorbeeld is de gemuteerde tabaksplant "Maryland Mammoth". In 1936 voerde het Ministerie van Landbouw van Zwitserland verschillende wetenschappelijke tests uit met deze plant. "Maryland Mammoth" is bijzonder omdat hij veel sneller groeit dan andere tabaksplanten.

### Gebruik in-vitrocultuur
Bij in-vitrocultuur wordt het topmeristeem van de stengel gebruikt voor de klonering van de plant. Voor de meristeemcultuur wordt het topmeristeem met de erom liggende bladprimordia gebruikt. Ook wordt wel een groter deel van de stengeltop met het topmeristeem en meer van het omliggend weefsel gebruikt voor in-vitrocultuur. Hierbij wordt de vorming van adventiefspruiten gestimuleerd.

### Virusvrij maken
Via een topmeristeem kan virusvrij uitgangsmateriaal verkregen worden. Door een warmtebehandeling van een met virus besmette plant wordt de celdeling en groei gestimuleerd. Na deze warmtebehandeling wordt het topmeristeem, dat dan nog virusvrij is, op een voedingsbodem gezet en tot een nieuwe plant opgekweekt. Op deze manier zijn er bij verschillende gewassen, zoals aardappel, aardbei, framboos, appel, peer, virusvrije planten/bomen gemaakt, die verder in luisdichte ruimten vermeerderd worden via een snelle vermeerdering.

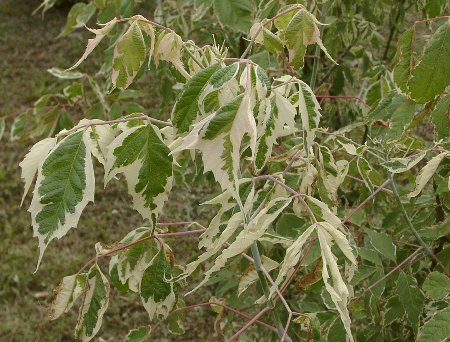
Acer negundo Variegatum

.

## Mutaties
Mutaties in het topmeristeem kan leiden tot bontbladigheid of andere morfologische verschillen. Als de mutatie in één cellaag plaatsvindt kan een chimeer ontstaan. Bij vegetatieve vermeerdering van chimere vruchtbomen kan dan een uitsplitsing optreden naar bomen met volledig gemuteerde vruchten, bomen met gestreepte vruchten en bomen met vruchten van het oorspronkelijke ras. Zo kent het appelras Jonagold vele kleurmutanten van de schil. Bij het blad van Acer negundo Variegatum heeft waarschijnlijk cellaag L1 zijn vermogen om chlorofyl te maken verloren, terwijl het meer naar de middennerf gelegen gedeelte bestaande uit L2 en L3 nog wel groen is. Bij generatieve vermeerdering gaan deze mutaties weer verloren, omdat de gameten afkomstig zijn van de L2, waardoor alleen vegetatieve vermeerdering overblijft voor het instant houden van deze mutaties.

## Topcel
Bij levermossen, mossen en hauwmossen heeft de gametofyt (het mosplantje) geen topmeristeem, maar vindt de lengtegroei plaats met een topcel. Een topcel in de vorm van een tetraëder snoert naar beneden langs drie vlakken dochtercellen af, het naar boven gerichte vlak deelt zich niet.
Bij sommige groepen, meestal thalleuze levermossen vormt de topcel maar in twee richtingen dochtercellen.